# زولتان كوداي

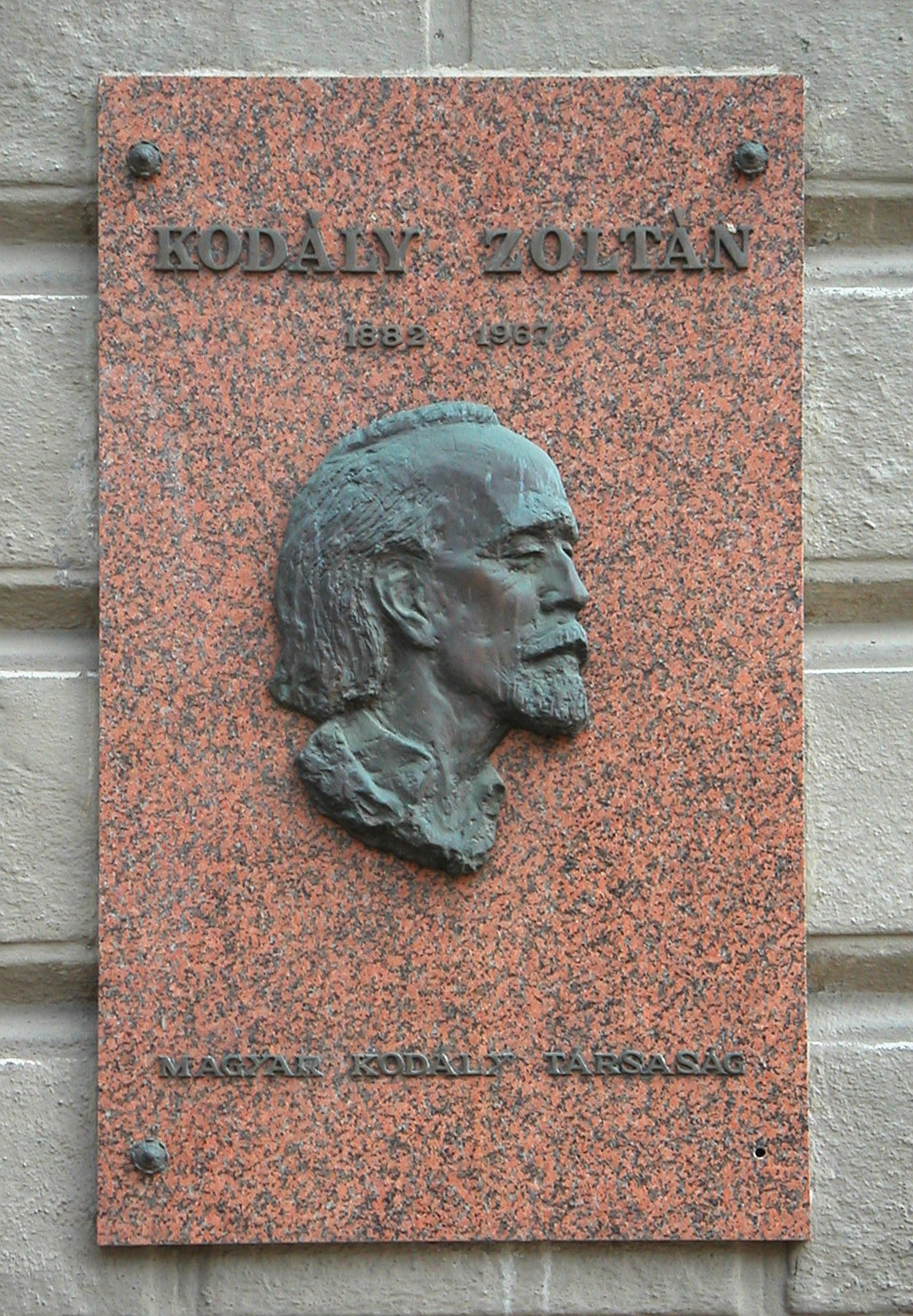
لوحة تذكارية لكوداي في بودابست

زولتان كوداي (بالمجرية: Kodály Zoltán) (16 ديسمبر 1882 - 6 مارس 1967) ملحن ومؤرخ موسيقي مجري، اشتهر بأنه مبتكر طريقة كوداي لتعليم الموسيقى.

## حياته
وُلد كودالي في كيشكاميت في المجر، تعلم العزف على الكمان عندما كان طفلاً. في عام 1900 التحق بقسم اللغات في جامعة بودابست وفي نفس الوقت التحق بصف هانز فون كوسلر للتأليف الموسيقي في الأكاديمية الملكية الهنغارية للموسيقى. بعد أن انتهى من دراسته، سافر إلى باريس ودرس مع تشارلز ويدور لمدة عام.
سافر كودالي إلى عدد من القرى لنشر الأغاني الفولكلورية كما قام مع بيلا بارتوك بنشر العديد من الأغاني الشعبية المجرية، كانت أولها في عام 1906. وفي عام 1912 أصبح أستاذًا في أكاديمية الموسيقى فرانز ليست في بودابست.

## روابط خارجية
- زولتان كوداي على موقع IMDb (الإنجليزية)
- زولتان كوداي على موقع الموسوعة البريطانية (الإنجليزية)
- زولتان كوداي على موقع مونزينجر (الألمانية)
- زولتان كوداي على موقع ميوزك برينز (الإنجليزية)
- زولتان كوداي على موقع أول موفي (الإنجليزية)
- زولتان كوداي على موقع قاعدة بيانات الأفلام السويدية (السويدية)
- زولتان كوداي على موقع أول ميوزيك (الإنجليزية)
- زولتان كوداي على موقع ديسكوغز (الإنجليزية)
- زولتان كوداي على موقع قاعدة بيانات الفيلم (الإنجليزية)
- زولتان كوداي على موقع كينوبويسك (الروسية)